# Jarnsaxa (mythologie)
Jarnsaxa (ook: Iarnsaxe, 'de ijzerstenige') is in de noordse mythologie een reuzin. Zij is een van de negen Aegirsdochters van de zeegodin Ran. Ze is de minnares en tweede vrouw van Thor volgens de Proza-Edda en werd door hem moeder van Magni en Modi. Bijgevolg wordt Sif, de vrouw van Thor, in een kenning beschreven als de 'rivale van Járnsaxa' (elja Járnsǫxu) (Skáldskaparmál, 21).
Volgens het Hyndluljóð is Járnsaxa de naam van een van de negen moeders van Heimdall. De naam Járnsaxa betekent 'ijzeren mes'.
De IJslandse geleerde Snorri Sturluson (1179-1241) nam de mogelijkheid in overweging dat Jarnsaxa en Sif dezelfde zijn. Hij staat wel alleen met deze opvatting.